# Тонлесап (річка)
Тонлесап (кхмер. បឹងទន្លេសាប) — річка в Камбоджі, права притока Меконгу.

## Географія
Тонлесап бере свій початок від однойменного озера, протікає Камбоджійською рівниною. Під час літніх повеней рівень Меконгу підвищується, й Тонлесап починає текти у зворотному напрямку, поповнюючи озеро Тонлесап.

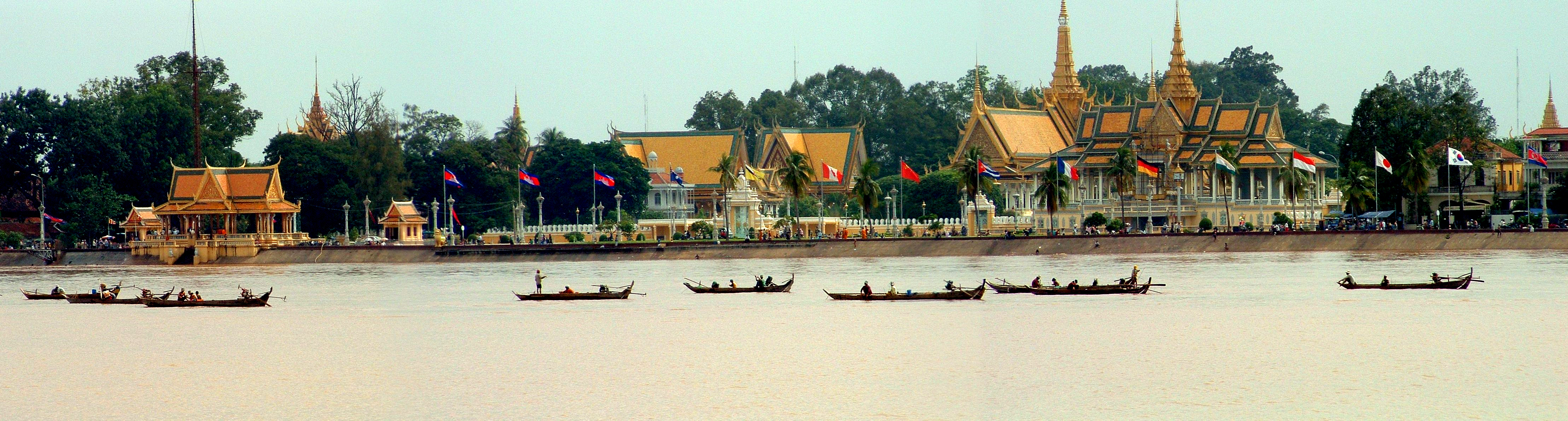
Тонлесап у Пномпені, поблизу королівського палацу

Столиця Камбоджі, місто Пномпень, розташована в місці злиття Тонлесапу та Меконгу.